# Бабак, Олег Яковлевич (Герой Советского Союза)
Олег Яковлевич Бабак (25 февраля 1967, Виктория, Полтавская область — 7 апреля 1991, Юхары-Джибикли, Губадлинский район) — советский военнослужащий, заместитель командира 11-й (в настоящее время Комендантской) роты по политической части 21-й отдельной бригады оперативного назначения внутренних войск МВД СССР, Герой Советского Союза (17.09.1991, посмертно). Лейтенант (1989).

## Биография
Родился 25 февраля 1967 года в селе Виктория Пирятинского района Полтавской области в семье рабочего. Украинец.
С 1974 по 1982 год учился в Викторийской сельской школе, а затем в соседней — Тепловской.

В 1985 году поступил в Высшее политическое училище МВД СССР. Член КПСС с 1988 года. Ещё будучи курсантом Олег Бабак побывал в разных «горячих точках» — Сумгаите, Ереване, Баку. Из аттестации на присвоение первого офицерского звания: 
За период обучения в Высшем политическом училище имени 60-летия ВЛКСМ МВД СССР зарекомендовал себя дисциплинированным, исполнительным курсантом. Учебную программу усваивает на «хорошо» и «отлично». Имеет широкий кругозор… Являлся секретарём бюро ВЛКСМ роты. Член партийного комитета. …Пользуется авторитетом. Принципиален… По характеру спокоен, выдержан, уравновешен. Общителен.

Трудностей воинской службы не боится. Войсковую стажировку в должности заместителя командира роты по политической части закончил на «отлично». Проявил высокие нравственные, морально-боевые качества… Имеет высокие командирские качества. Во время выполнения правительственного задания в Закавказье проявил себя с положительной стороны. Хорошо ориентируется в сложной обстановке, принимает правильные решения, действует четко. Общевоинские уставы знает и выполняет. Физически развит хорошо. В строевом отношении подтянут. Вверенное оружие знает, владеет им уверенно…
 По окончании училища в 1989 году служил в 21-й отдельной бригаде оперативного назначения внутренних войск МВД СССР (посёлок Софрино Московской области) в должности заместителя командира роты по политической части. Неоднократно направлялся в командировки в зону межнационального армяно-азербайджанского конфликта (за полтора года офицерской службы находился в «горячих точках» 385 суток).
С марта 1991 года заместитель командира роты по политической части 21-й отдельной бригады оперативного назначения лейтенант Олег Бабак в составе подразделений внутренних войск выполнял задачу по охране общественного порядка в Кубатлинском районе Азербайджанской ССР.
7 апреля 1991 года, получив сообщение об убийстве жителя азербайджанского посёлка Юхары-Джибикли Кубатлинского района, расположенного вблизи автотрассы Горис—Кафан, лейтенант Бабак с группой военнослужащих прибыл на место происшествия, где подвергся нападению вооружённого отряда из армян численностью до семидесяти человек. Будучи окружён армянскими боевиками, пришедшими с трассы Горис—Кафан, офицер отстреливался до последнего патрона и погиб. В результате его самоотверженных действий была сохранена жизнь подчинённых и предотвращена расправа над мирными жителями. Похоронен в родном селе Виктория.

## Награды
- Указом Президента СССР от 17 сентября 1991 года за мужество и героизм, проявленные при выполнении воинского долга лейтенанту Бабаку Олегу Яковлевичу присвоено звание Героя Советского Союза (посмертно);
- Орден Ленина (17.09.1991, посмертно);
- Медаль «За отличную службу по охране общественного порядка» (1990)[2].

## Память
- Приказом Министра внутренних дел СССР Герой Советского Союза О. Я. Бабак навечно зачислен в списки личного состава 21-й отдельной Софринской бригады особого назначения[4].
- В октябре 2010 года в парке у платформы Ашукинская Пушкинского района (Московская область) открыт памятник Олегу Бабаку.
- Имя героя присвоено Викторийской сельской школе, в которой Олег Бабак учился.
- Улице посёлка Ашукино Московской области присвоено имя Героя Советского Союза О. А. Бабака (населённый пункт Ашукино располагается недалеко от 21-й отдельной Софринской бригады внутренних войск, где лейтенант Олег Бабак служил в начале 1990-х годов)[5].